# Пингвин Адели

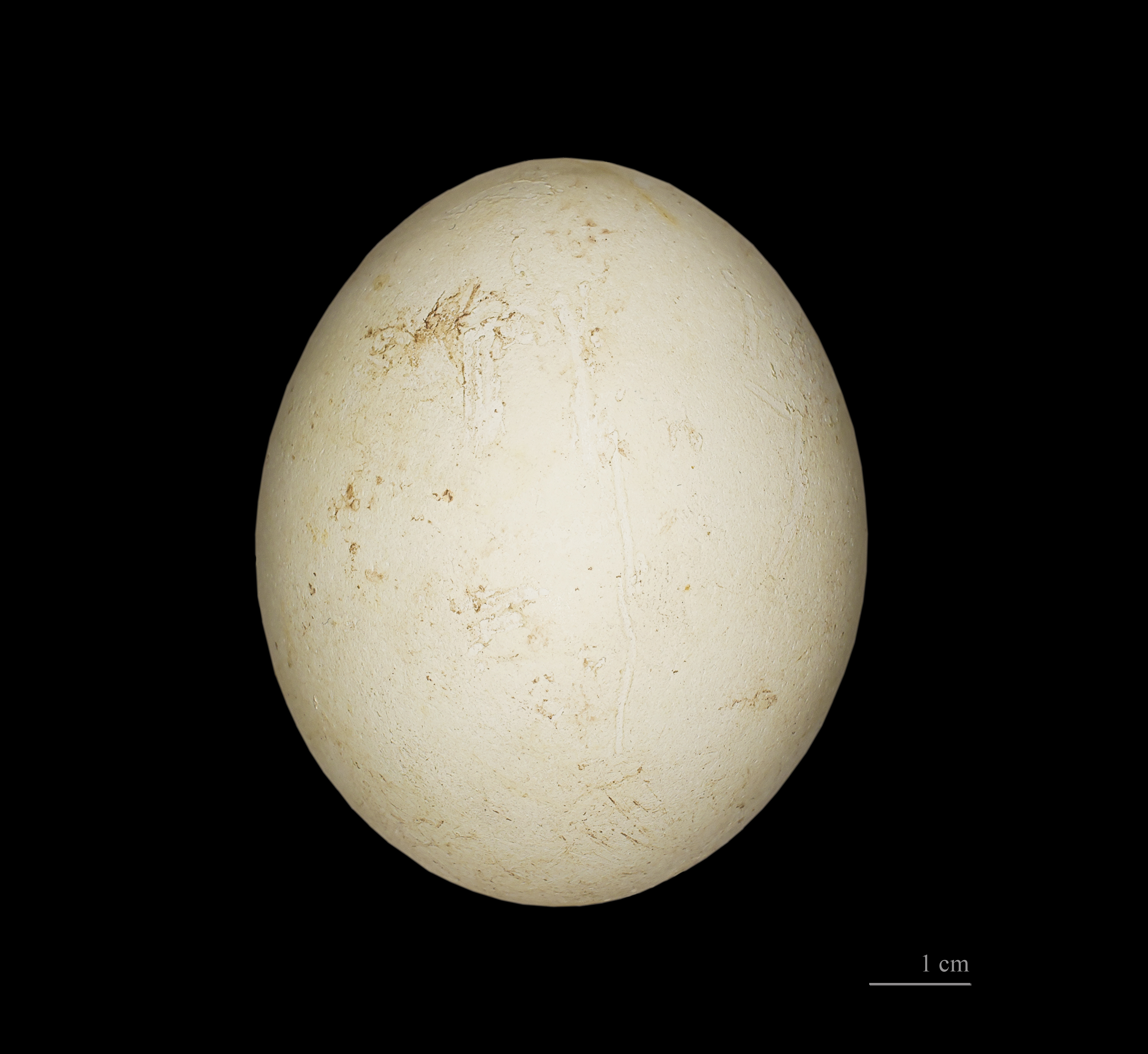
Pygoscelis adeliae

Пингвин Аде́ли (лат. Pygoscelis adeliae) — нелетающая птица из отряда пингвинообразных. Один из самых распространённых видов пингвинов.

## Общая характеристика

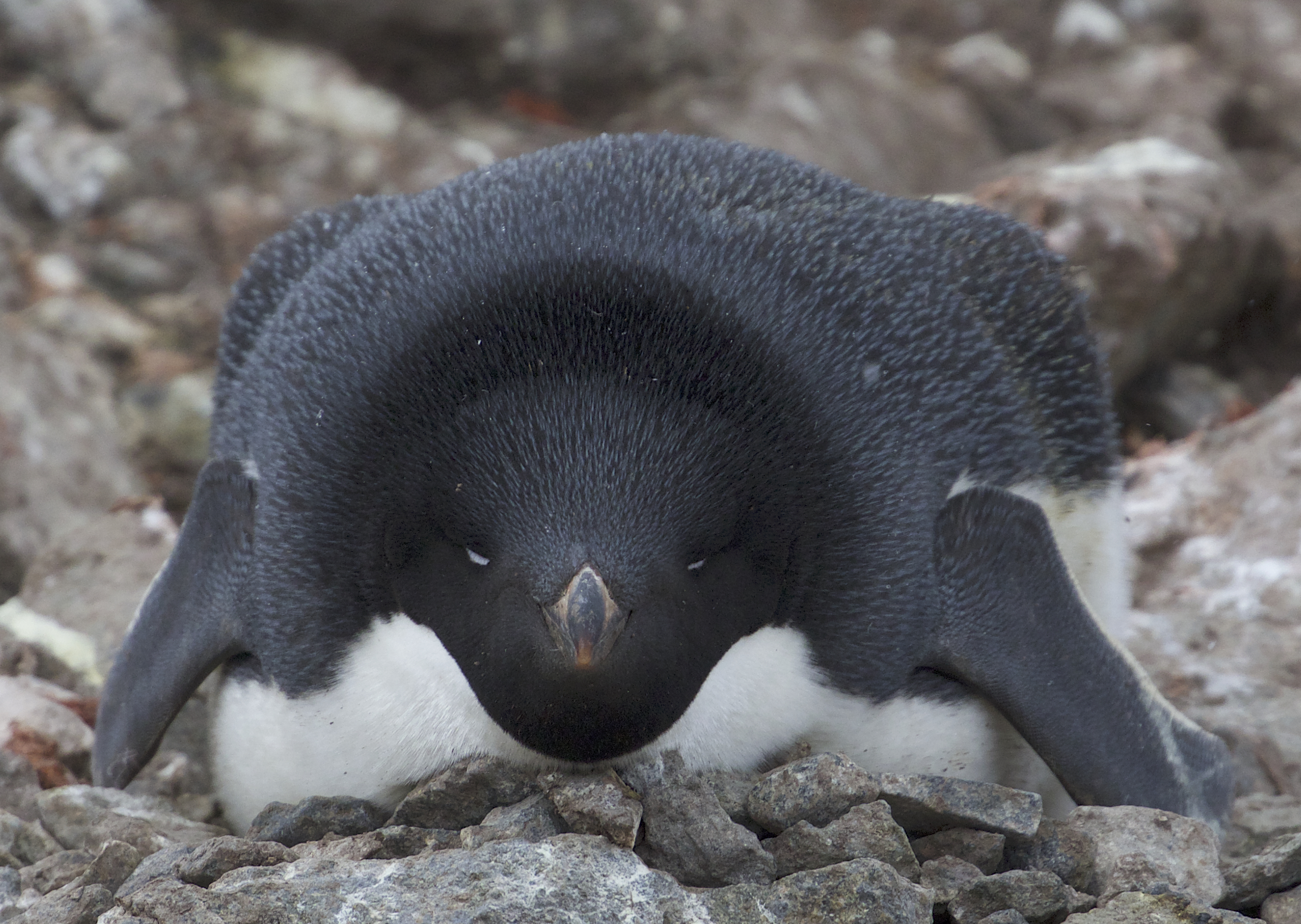
Пингвинёнок

Название вида восходит к имени (фр. Adélie) жены французского мореплавателя и исследователя Жюля Дюмон-Дюрвиля, экспедиция которого в 1840 году открыла в Антарктиде Землю Адели, где было обнаружено большое количество этих птиц. Натуралисты Жак Бернар Омброн и Оноре Жакино, находясь в составе экспедиции, изучали этих пингвинов и дали виду такое название.
Пингвин Адели — птица средних размеров. Высота туловища около 70 см (может достигать 80 см), масса около 6 кг. Вокруг глаза имеется характерное тонкое белое кольцо. Голова, шея, спина и ласты (со спинной стороны) черные с характерным синеватым отливом, грудь и брюхо белые. Половой диморфизм не выражен, но самцы немного крупнее самок.
Продолжительность жизни составляет в среднем 12 лет.

## Распространение
Пингвин Адели гнездится на побережье Антарктиды и ближайших к материку островах — Южных Шетландских, Южных Оркнейских и Южных Сандвичевых. Севернее 60° южной широты представители вида встречаются крайне редко.
Численность популяции — более 2,37 миллиона пар (4,74 миллиона особей).

## Образ жизни
Чаще всего птицы устраивают свои гнездовья на скалистом, свободном от льда берегу. Колония состоит из разновозрастных птиц, а её основу  составляют уже не первый раз гнездящиеся птицы, в возрасте 4—5 лет. С марта по октябрь пингвины Адели кочуют в океане, удаляясь от мест гнездования на 600—700 км. В море птицы живут группами от 5 до 10 особей. В период между осенью и весной они проводят большую часть времени, находясь на льдинах и тратя всего несколько часов на поиски еды. Весной они больше ловят рыбу, чтобы получить запас жира для миграции и размножения.
Пингвин Адели — очень доверчивая птица, своими повадками иногда напоминающая человека. Основное питание пингвинов Адели — криль, в меньшей степени рыба, амфиподы и головоногие моллюски.

## Прочее
- Именно о жизни пингвинов Адели в Антарктиде советскими и японскими мультипликаторами был снят мультипликационный фильм «Приключения пингвинёнка Лоло».
- Мультфильм «Делай ноги».
- Мультфильмы «Мадагаскар», «Мадагаскар 2», «Мадагаскар 3», «Пингвины из Мадагаскара».
- Мультфильм «Камешек и пингвин»
- Пингвин Адели изображен на логотипе операционной системы «Linux».